# Ciungani, Hunedoara
Ciungani este un sat în comuna Vața de Jos din județul Hunedoara, Transilvania, România.
Biserica de lemn din sat a fost declarată monument istoric.

## Imagini

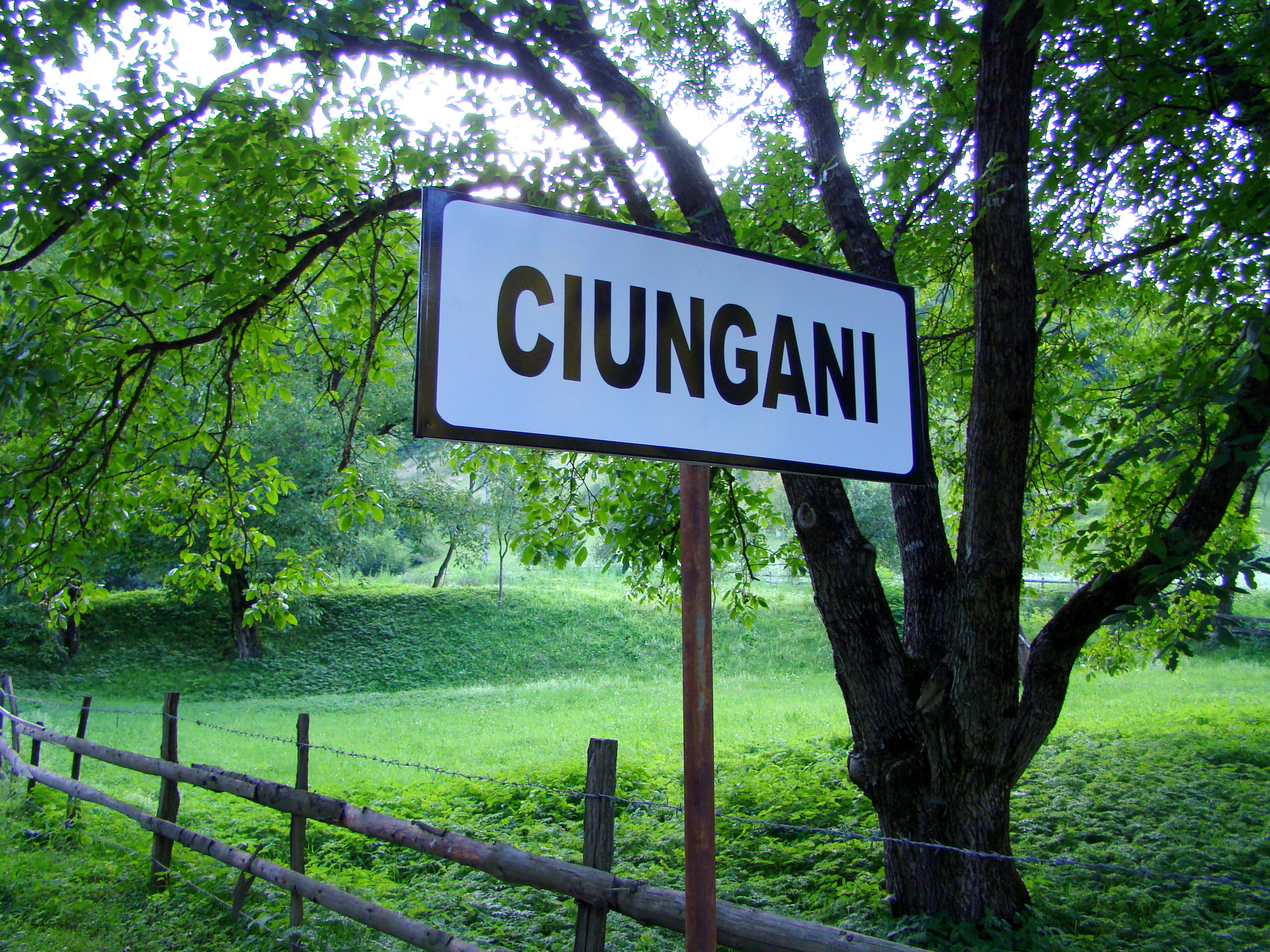
Intrarea în localitate
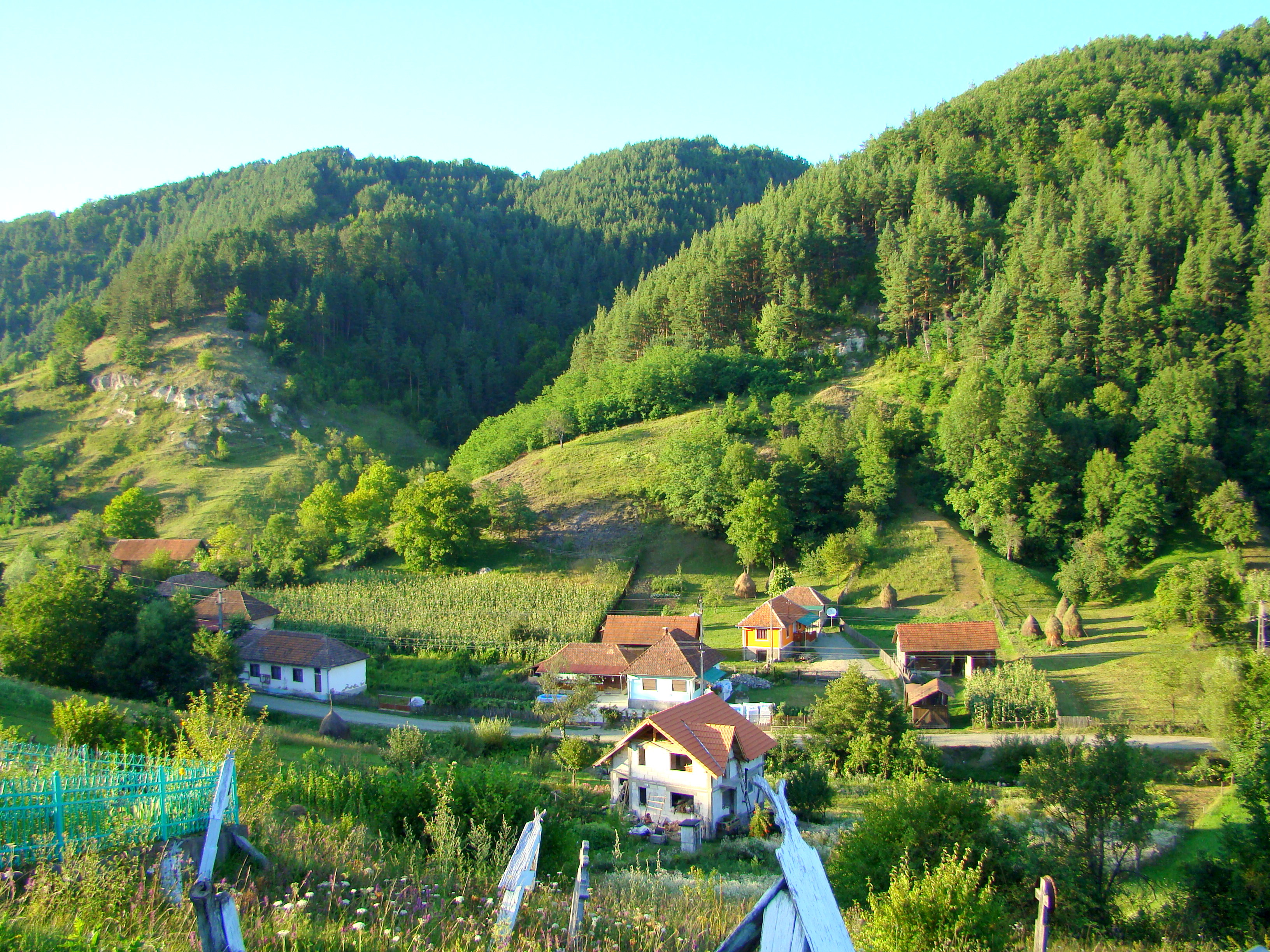
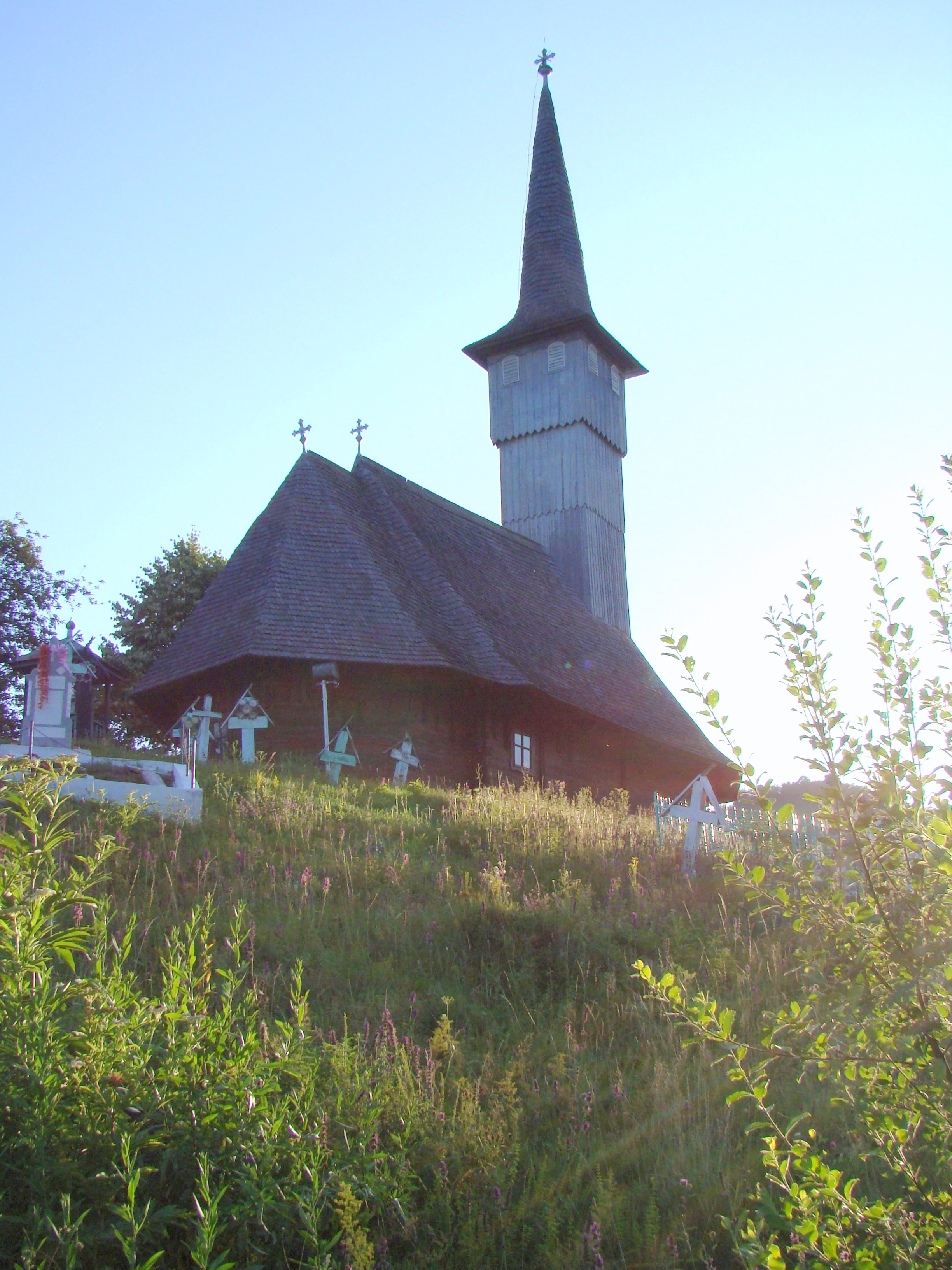
Biserica de lemn
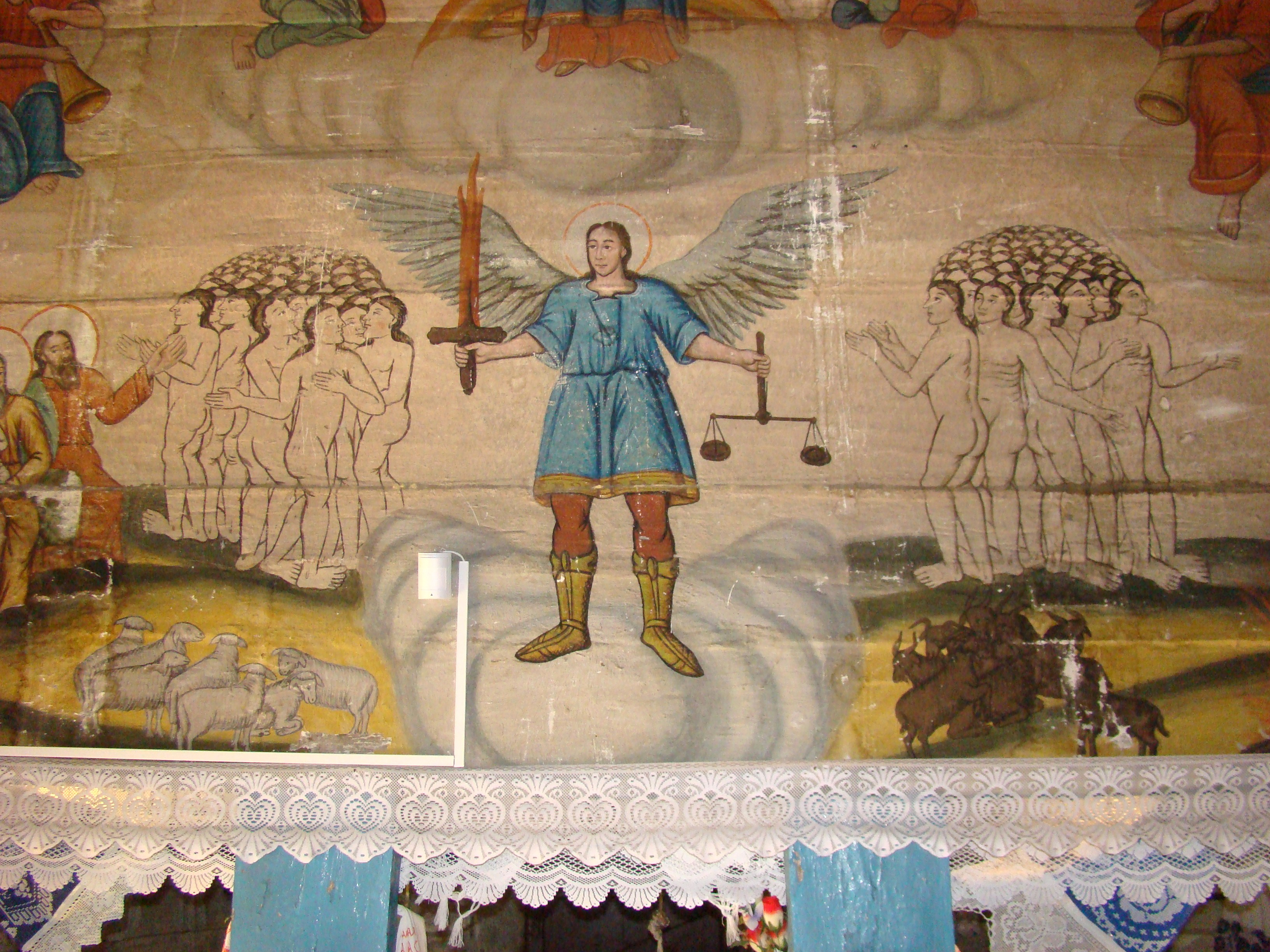
Interior
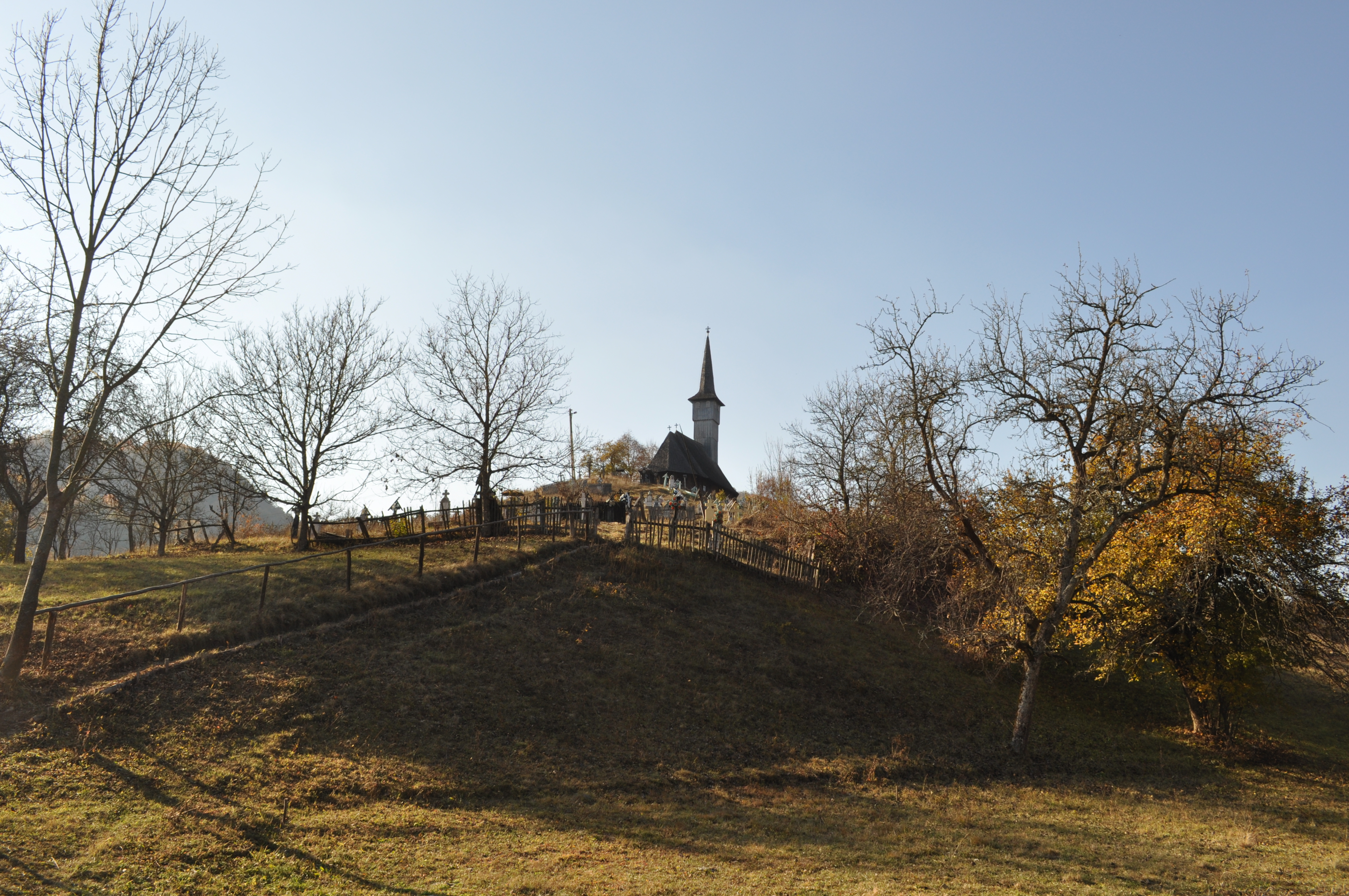
Biserica de lemn
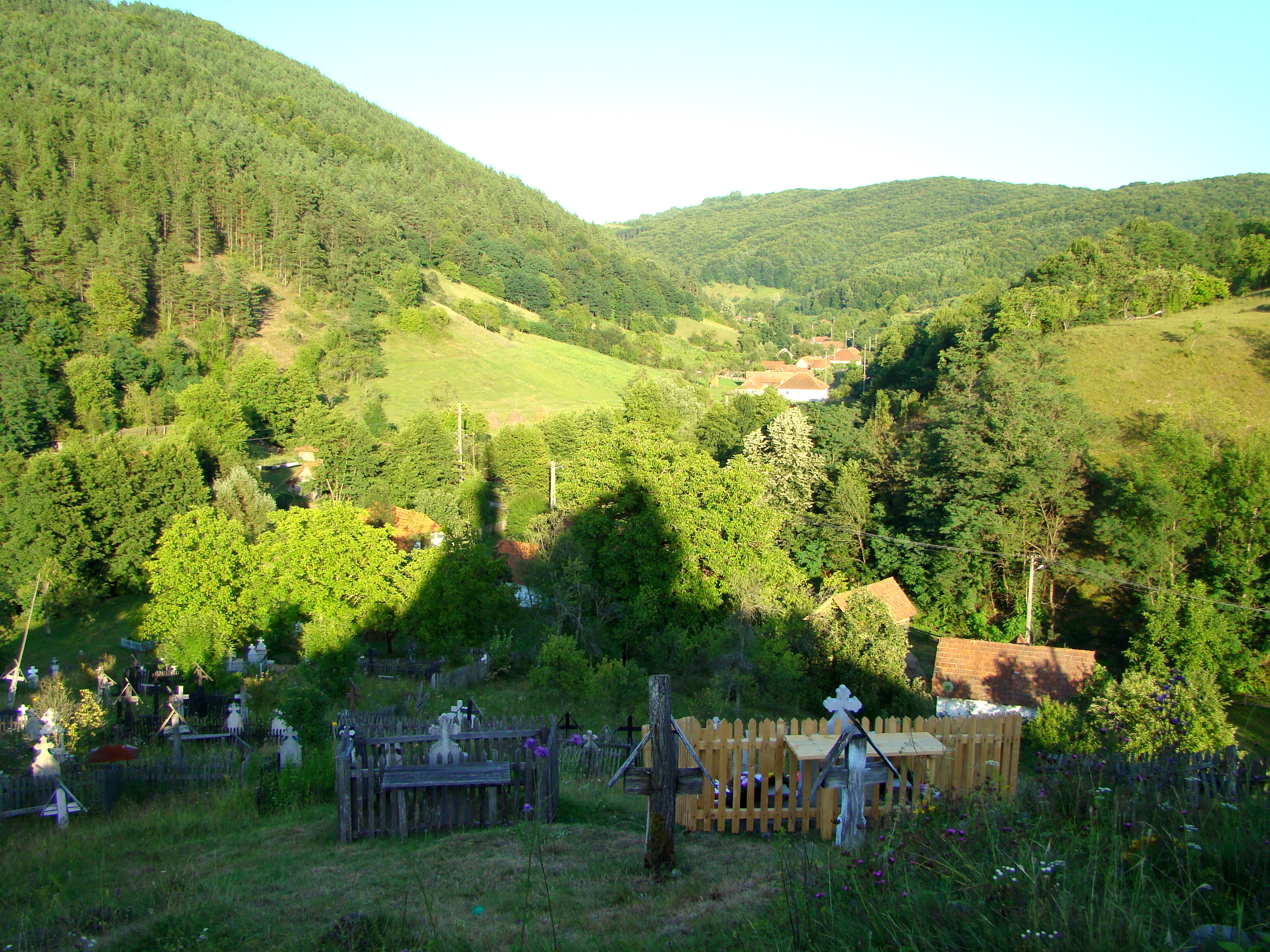
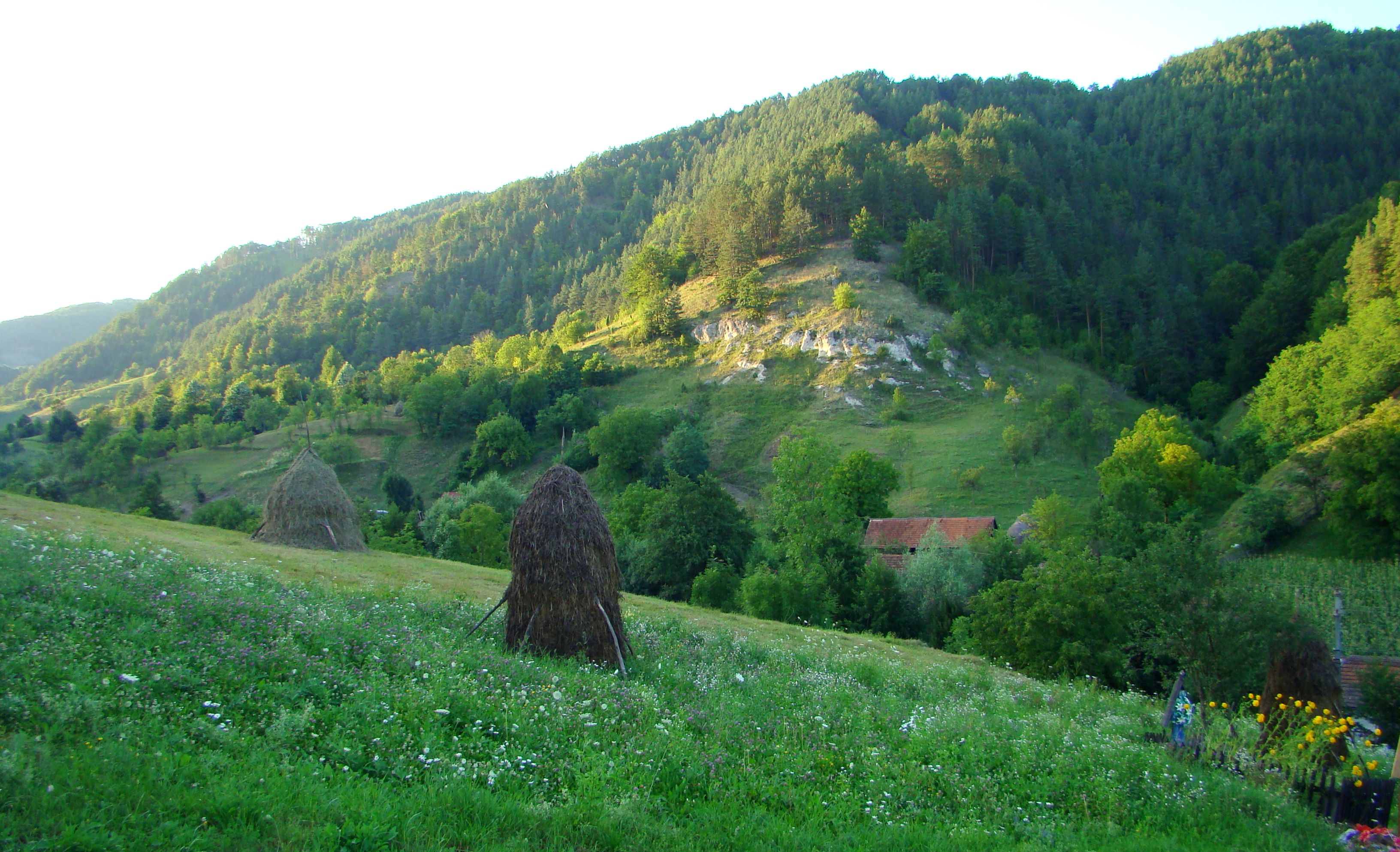
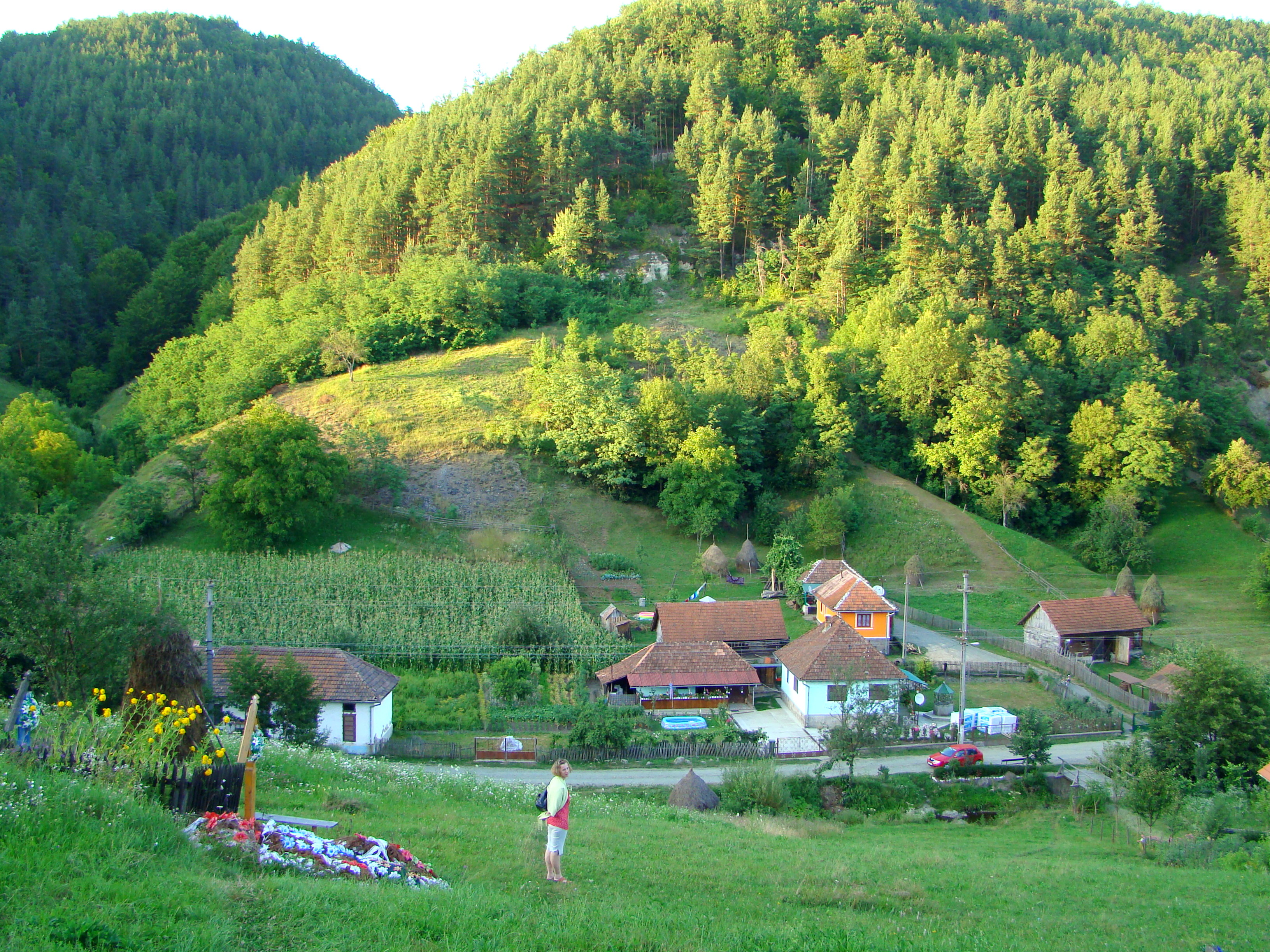
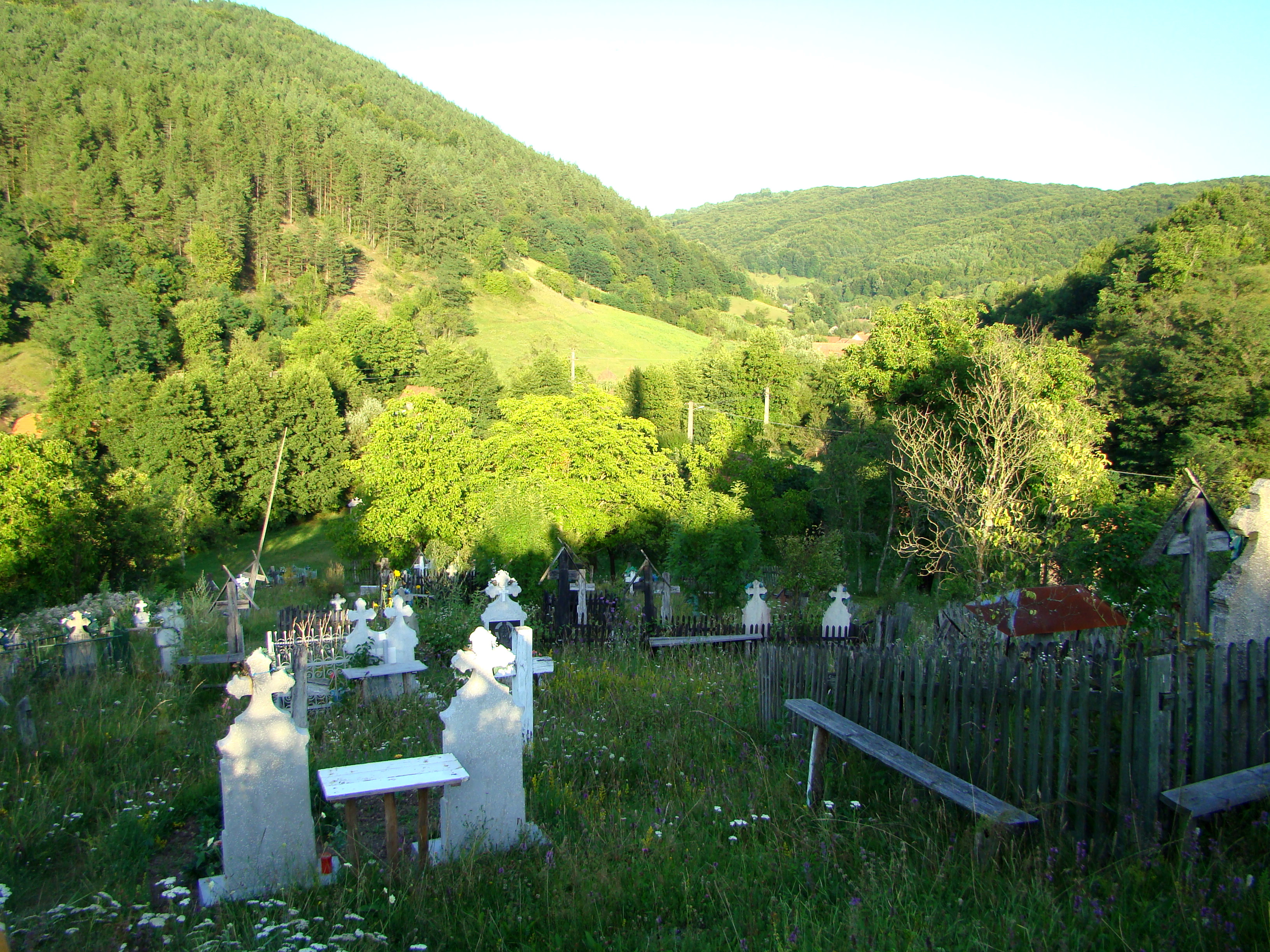